# Willa Oskara Działoszyńskiego
Willa Oskara Działoszyńskiego – willa mieszkalno-handlowa, położona w Katowicach przy ul. Warszawskiej 55.

## Historia
Willę wzniesiono w 1897 roku według projektu Hugo lub Maxa Grünfelda.
W 1874 roku na parceli należącej do piekarza Sauerbiera znajdował się budynek mieszkalny oraz stajnia, rozbudowana w 1880. W 1890 mistrz garncarski Bischoff wybudował tu warsztat garncarski. W 1897 właścicielem parceli został przemysłowiec Oskar Działoszyński, który rozbudował stary zakład, wzniósł fabrykę pieców kaflowych oraz willę mieszkalną. W 1914 właścicielem nieruchomości została firma „Kattowitzer Ofen-Fabrik, Lissy&Stellmach”. Po I wojnie światowej dom pełnił funkcję wielorodzinnego budynku mieszkalnego i należał do firmy „Katowicka fabryka Kotłów, F. Lissy”. W wyniku działań wojennych w 1945 budynek doznał niewielkich uszkodzeń. Obecnie willa jest własnością miasta i pełni funkcję mieszkalną.

## Architektura
Willa utrzymana w stylu neorenesansu północnego. Fasada symetryczna, pięcioosiowa z wieżą i sienią od strony wschodniej oraz centralnym ryzalitem zwieńczonym wysokim szczytem o formie schodkowej. Elewacje pierwotnie ceglane, obecnie tynkowane (poza elewacja tylną, południową). Ostateczny wygląd fasady różni się od pierwotnie zaprojektowanej. Zrezygnowano z bogatej dekoracji rzeźbiarskiej oraz zmieniono kształt okien. Elewację zdobią tympanony z głowami rycerskimi, płycina z formą rzeźbiarską przedstawiającą wieniec i motyw muszli, woluty oraz ślepe wnęki okienne w wieży mieszczącej klatkę schodową. Sień o półokrągło zamkniętych oknach mieszcząca schody wejściowe nadbudowano w latach powojennych.
Budynek murowany, piętrowy, z piwnicą i użytkowym poddaszem, nakryty niesymetrycznym, dwuspadowym dachem drewnianym o konstrukcji słupowej, pokrytym dachówką ceramiczną (karpiówką). Strop nad piwnicą kolebkowy, pozostałe belkowe, drewniane. W narożniku południowo-wschodnim żeliwne schody zabiegowe.
Wejście do willi poprzedzone gankiem ze schodami zlokalizowano od strony ul. Warszawskiej. Pośrodku budynku zaprojektowano długi korytarz prowadzący do kolejnych pomieszczeń: w trakcie północnym, od frontu do pokoju pana, pokoju mieszkalnego i salonu, od południa do klatki schodowej, dwóch sypialni i niewielkiego korytarza z wejściem do łazienki i kuchni ze spiżarnią. Powtórzenie układu pomieszczeń parteru na piętrze świadczy, że willa była budynkiem dwurodzinnym. W suterenach zlokalizowano pomieszczenia gospodarze (pralnia), magazynowe (piwnice) oraz mieszkanie dla służby.
Pierwotnie za budynkiem willi od strony południowej znajdował się przylegający do torów kolejowych ogród, na którym wzniesiono nieistniejącą dziś fabrykę pieców kaflowych. Zachowały się natomiast nieznacznie przebudowane dawne budynki gospodarcze.
Budynek wpisany jest do gminnej ewidencji zabytków. 20 października 2023 został wpisany do rejestru zabytków nieruchomych województwa śląskiego (nr rej. A/1275/23), po postępowaniu prowadzonym z urzędu.

## Galeria

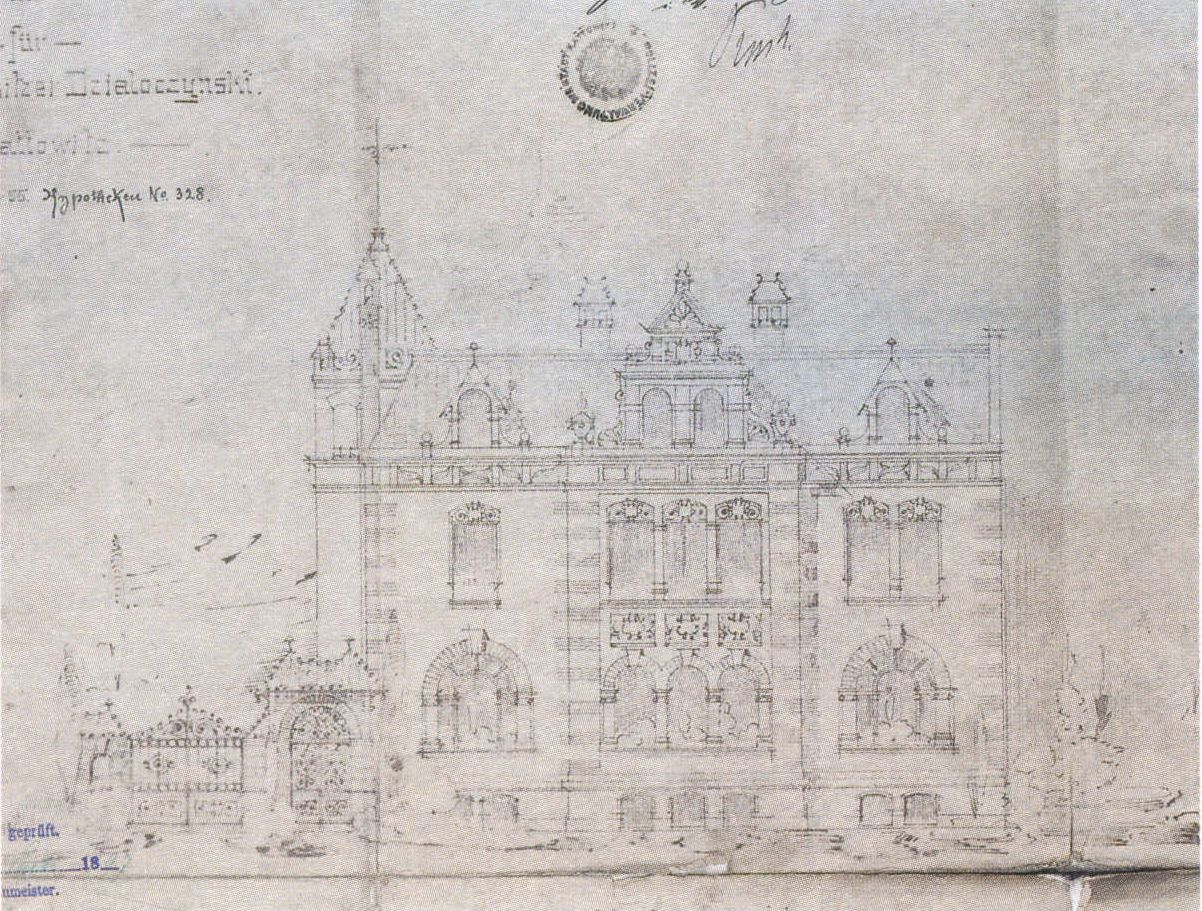
projekt willi (1897 r.)
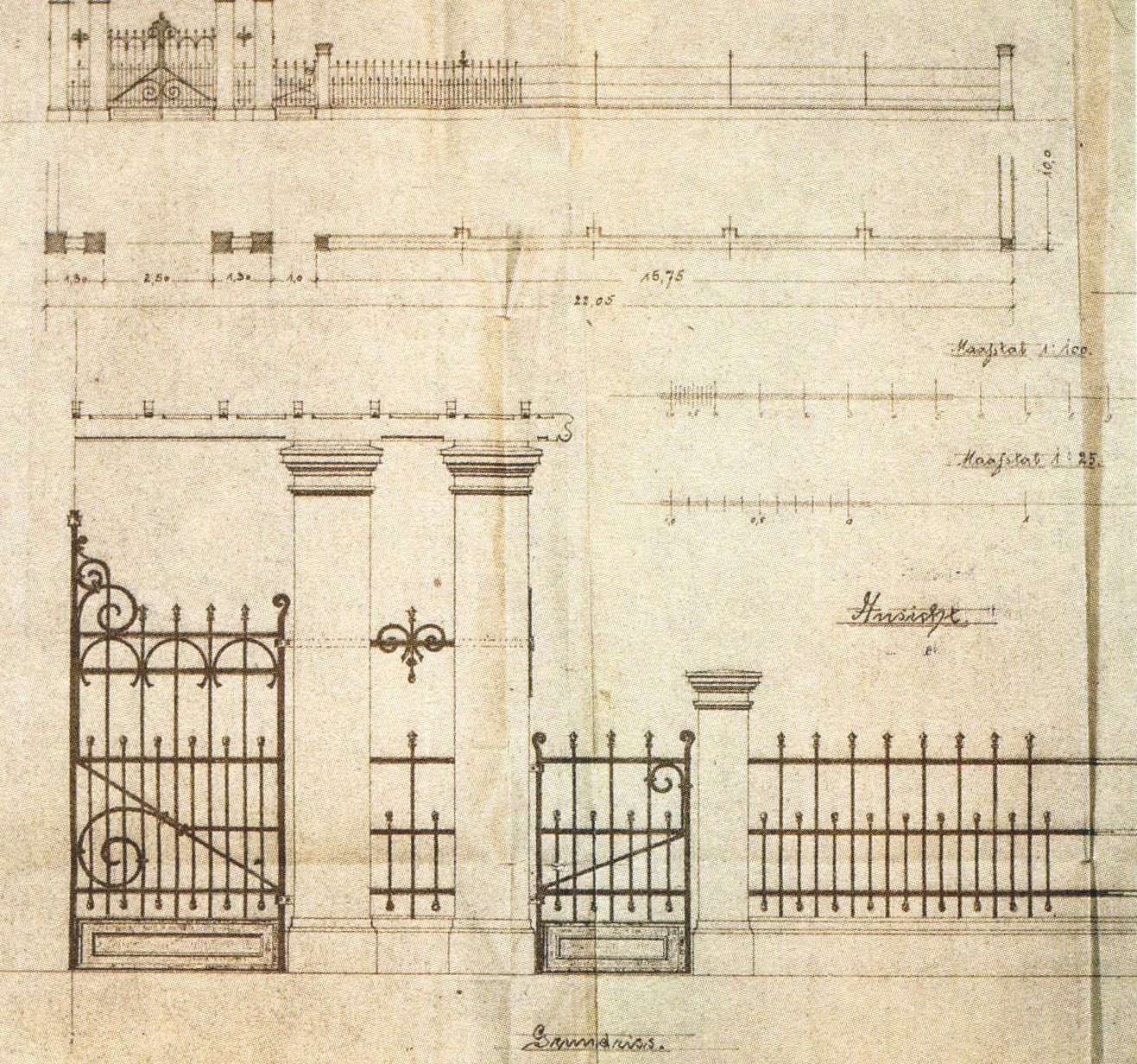
projekt ogrodzenia (1897 r.)
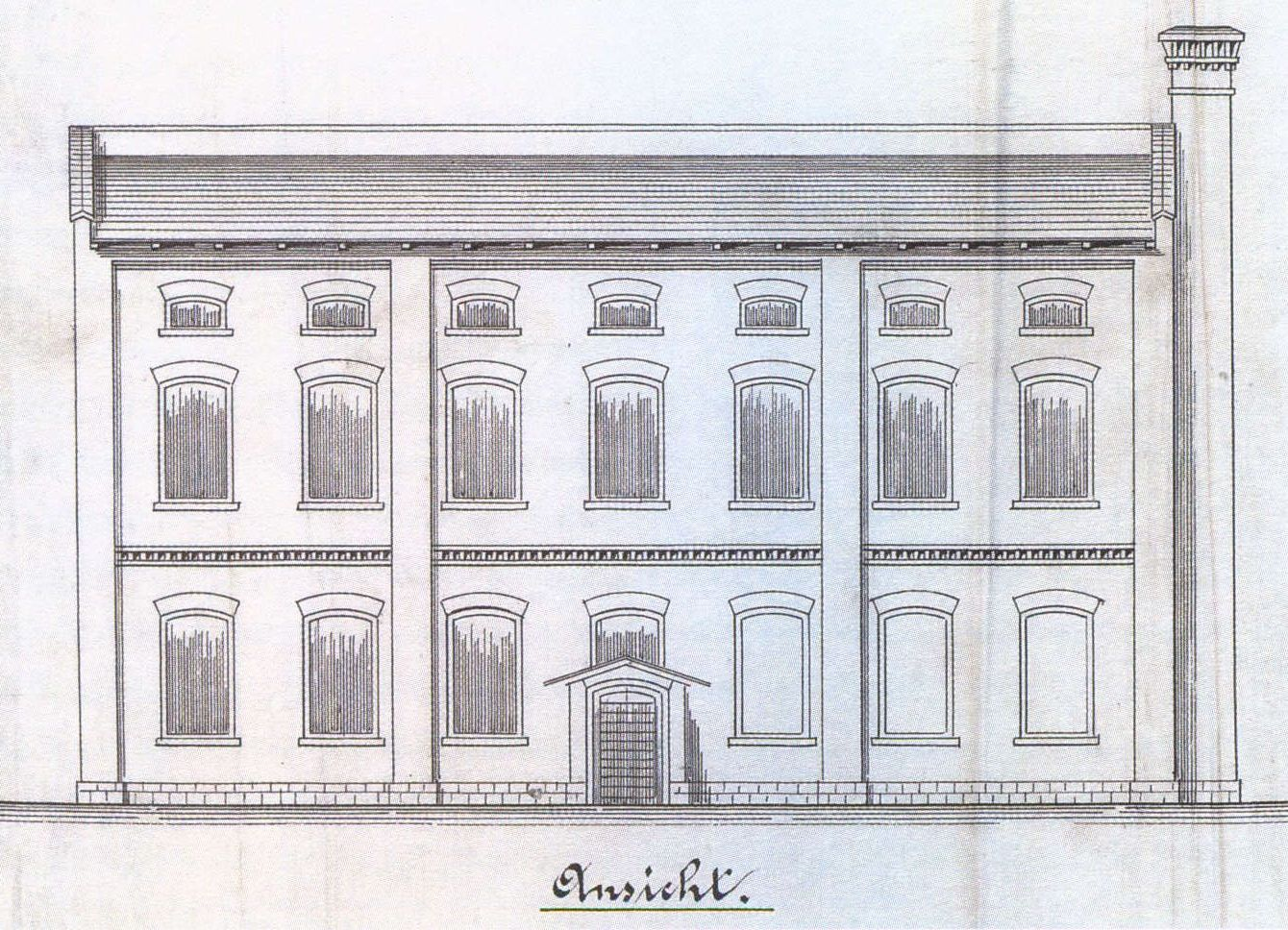
projekt warsztatu garncarskiego Bischoffa, wzniesionego na parceli willi w 1891 r.
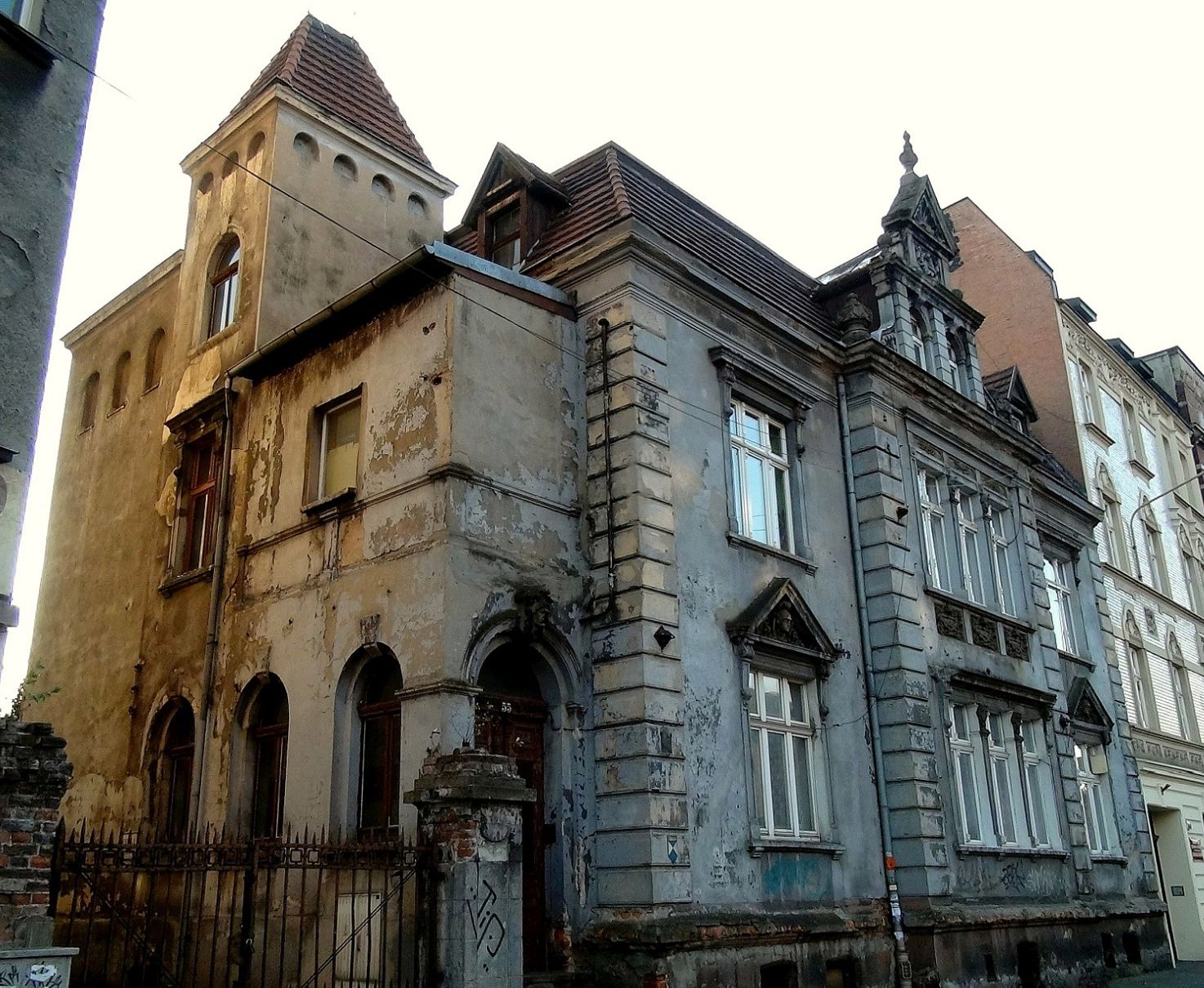
elewacja północno-wschodnia, stan przed remontem (2016 r.)
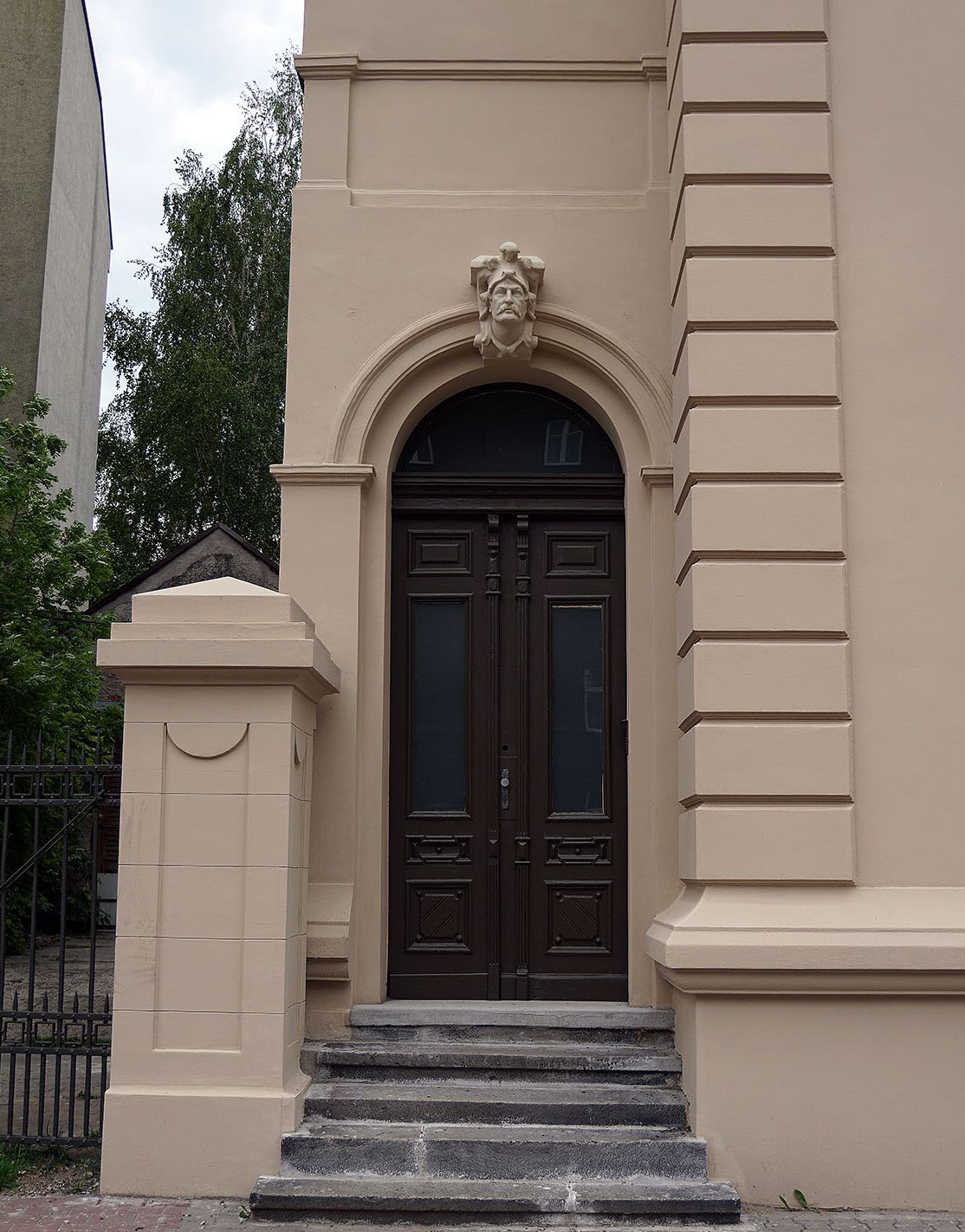
wejście do willi
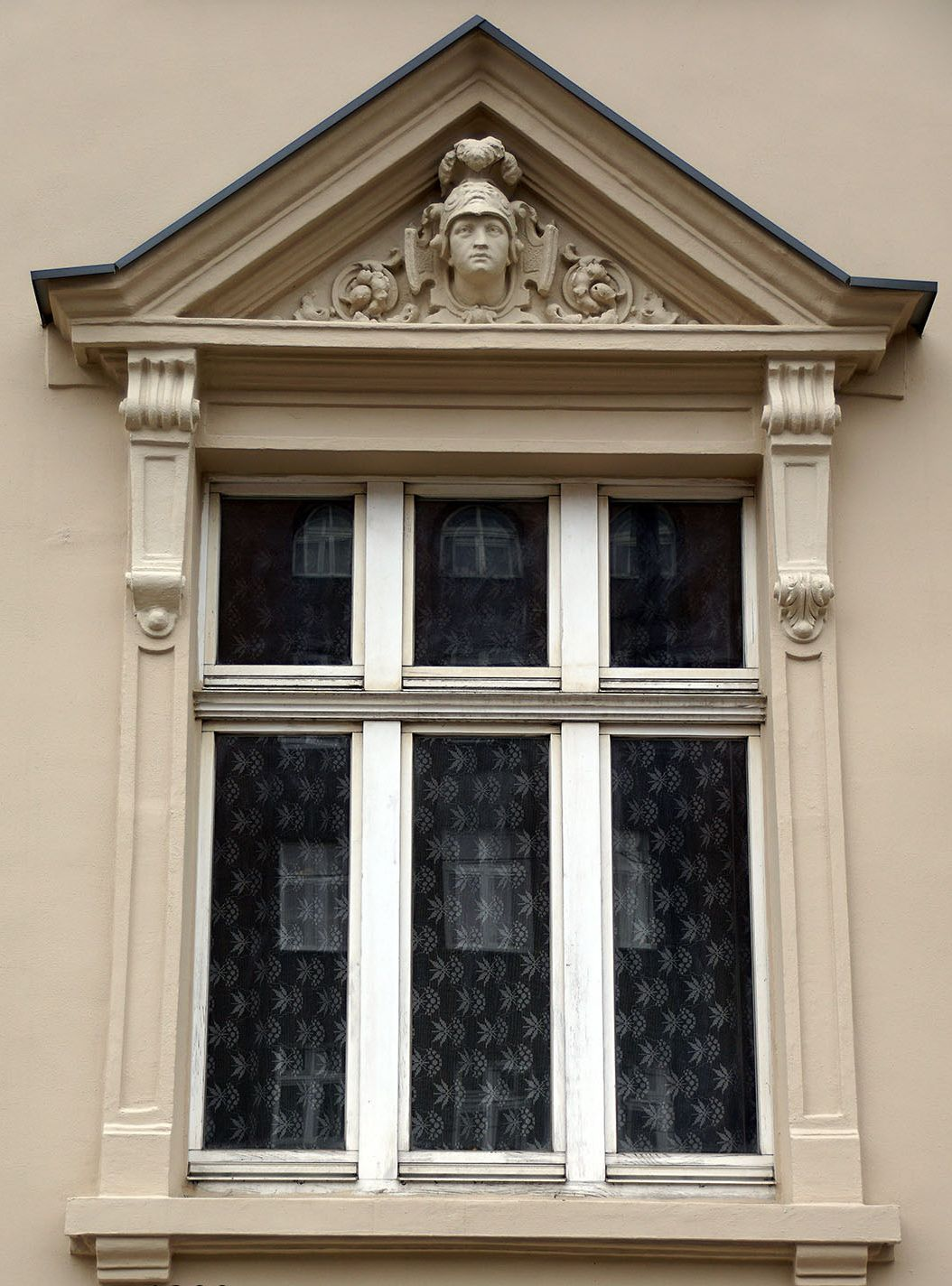
detal elewacji, tympanon z głową rycerza w formie nadokiennego naczółka